# رباط مستعرض للفهقة
الرباط المستعرض للفهقة (transverse ligament of the atlas) في التشريح، هو رباط عريض وقوي يمتد عبر حلقة الفقرة الأطلسية (أول فقرة عنقية) خلف النتوء السني للحفاظ على اتصال النتوء بالفقرة الأطلسية. يشكل المكون العرضي للرباط المتصالب للفهقة.

## البنية
يختلف طول الرباط، حيث يبلغ متوسط طوله 2 سم.
يتسع الرباط ويخشن في الاتجاه الوسطي. يُبطن الجانب الاوسط الأمامي للرباط بطبقة رقيقة من الغضروف المفصلي. يضيق عنق الناتئ حيث يلتف حوله الرباط عرضيًا من الخلف، وذلك لإبقاء الناتئ في مكانه حتى بعد قطع جميع الأربطة الأخرى.

### الملحقات
رباط يرتكز على جانبين على درنة صغيرة ولكن بارزة على الجانب الوسطي لكل كتلة جانبية من الفقرة الأطلسية.

#### الرباط المتصالب
شريط قوي متوسط يمتد علويًا من الحافة العلوية للرباط ليعلق بالجزء القاعدي للعظم القذالي (بين نقاط اتصال الرباط القمي للناتئ والغشاء السقفي). شريط متوسط أضعف وغير ثابت إلى حد ما يمتد نزولًا من الرباط ليلتصق بالجانب الخلفي لجسم الفقرة المحورية. يشكل الرباط والشريطان المتوسطان معًا الرباط المتصالب للفهقة.

### العلاقات التشريحية
يقسم الرباط المستعرض للفهقة الثقبة الفقارية للمحور إلى قسم أمامي (يشكل ثلث تجويفها) ويحتوي على الناتئ السنّي (العمودية)، وقسم خلفي (يشكل ثلثي تجويف الثقبة) ويحتوي على النخاع الشوكي وأغشيته بالإضافة إلى العصبين الحادي عشر (عصبي XI).

## الأهمية السريرية
يمكن أن تؤدي رخاوة الرباط الخلفي المستعرض المفرط إلى عدم استقرار المفصل الفهقي المحوري، وهي مضاعفة شائعة عند المصابين بمتلازمة داون. يُفترض أن رخاوة المفصل هي سبب الضخامة التنكسية والإجهاد الفهقي المحوري الميكانيكي. يمكن أن تؤدي العمليات التنكسية إلى ظهور أكياس المربط الخلفي المستعرض، مما يؤدي إلى اعتلال نخاعي عنقي تدريجي. العلاج المفضل لأكياس المربط الخلفي المستعرض المصحوبة بتدهور عصبي تدريجي هو الاستئصال الجراحي والاندماج الرقبي. العلاج المحافظ مع تثبيت خارجي للرقبة أقل شيوعًا ولكنه قد يكون مفيدًا جدًا في حالات معينة لا يُشار فيها إلى التدخل الجراحي الفوري.